# Rose Valley (Saskatchewan)
Pour les articles homonymes, voir Rose Valley.
La ville de Rose Valley est située dans la province du Saskatchewan, au Canada. Rose Valley est située à l'intersection de l'autoroute 35 et du réseau primaire 746 dans le centre-est de la Saskatchewan. Le blé et la production laitière sont les principales industries économiques dans ce domaine.  

## Histoire
Le CFCP est arrivé en 1924, mais dès 1904 et 1905, des colons norvégiens et ukrainiens ont commencé à arriver en charrette de la rivière Rouge. Rose Valley a connu sa croissance maximale dans les années 1960.

## Éducation
L'école Rose Valley offre de la maternelle à la 12e année. L'école est située dans la division scolaire Horizon. En 2003, l'école a reçu 250 000 $ en réparations et rénovations du gouvernement provincial. Le secteur est desservi par la bibliothèque régionale de Parkland, Rose Valley Branch.

## Démographie
| 2001 | 2006 | 2011 | 2016 |
| ---- | ---- | ---- | ---- |
| 395  | 338  | 296  | 282  |

## Personne notable
- David A. Gall - jockey du Temple de la renommée des courses hippiques canadiennes
- Gary Fjellgaard - auteur-compositeur-interprète de musique country canadienne

La chanson de Fjellgaard «Riding on the Wind» a été nommée single de l'année en 1985 par l'Association canadienne de la musique country. Il a également remporté le prix de la chanson de l'année 1987 de la Société canadienne des compositeurs, auteurs et éditeurs de musique pour avoir écrit le tube "Heroes" des Mercey Brothers.
Fjellgaard a remporté le prix 1989 de l'Association canadienne de la musique country pour l'artiste masculin de l'année. Il a également remporté trois prix pour ses collaborations avec Linda Kidder en 1989, 1990 et 1992.
Après plusieurs années de nominations, Fjellgaard a remporté le prix Juno 1993 du meilleur chanteur country masculin.
Il a été intronisé au Panthéon de la musique country canadienne en 2005.